# Economia dell'Ungheria
L'economia dell'Ungheria ha subito una notevole trasformazione dopo il crollo del Comecon e conseguentemente dell'industria sovietica, avvenuto intorno al 1990. Da allora una serie di riforme e liberalizzazioni, nonché la privatizzazione di alcune aziende dello stato, hanno consentito l'instaurarsi di una economia di mercato e favorito l'arrivo di capitali esteri. Tuttavia queste trasformazioni hanno avuto un pesante impatto sulla situazione sociale del paese, infatti il PIL tra il 1985 ed il 1994 è calato dello 0,5%, ed in quegli anni si è avuto anche un aumento dell'inflazione e della disoccupazione. Dopo il 1994 il PIL ha ricominciato a salire e dal 1996 al 2000 è aumentato in media del 4% all'anno, con aumento anche del PIL pro capite che è arrivato al valore di 4.760 dollari nel 2000.
Nel 1996 l'Ungheria è stata ammessa all'OCSE e dal 1º maggio 2004 fa parte dell'Unione europea.

## Agricoltura e allevamento
Attualmente l'agricoltura riveste un ruolo secondario nell'economia ungherese anche se i terreni coltivabili coprono oltre il 50% del territorio. Questo è dovuto al mancato completamento della bonifica (in fase di completamento dal 2010) delle zone paludose dell'Ovest e la scarsa irrigazione delle zone secche della Alföld dell'Est che impediscono il pieno sfruttamento del territorio.
I dati ufficiali del 2003 dicono che l'agricoltura contribuisce al PIL nazionale con il 3,3% e occupa il 5% (2005) della forza lavoro.
Le principali colture in crescita sono quelle del frumento e del girasole, mentre quella del mais è stabile, in calo le colture di patate e vite per produrre vino. Rimane elevata la produzione del vino Tokaj che viene esportato. Una coltura tradizionale del paese è quella dal peperoncino rosso da cui si ricava la paprica. Altre colture diffuse sono l'orzo, la barbabietola da zucchero e la segale.
L'allevamento, fino ad alcune decine di anni fa praticato in modo estensivo nella puszta, si è ora industrializzato soprattutto nelle regioni occidentali dove vengono allevati bovini, suini, ovini e volatili da cortile. La produzione dei derivati dell'allevamento, carne, latte, burro, formaggio e uova, oltre a soddisfare le esigenze nazionali, costituiscono un'importante voce di esportazione.
Tipico è l'allevamento dei cavalli allo stato brado praticato ancora nella puszta. Famoso è il Nóniusz di Mezőhegyes, razza risalente al 1810 e divenuta ormai piuttosto rara.

## Risorse minerarie ed energetiche
Le risorse minerarie dell'Ungheria sono piuttosto scarse. L'unica presenza importante è quella della bauxite da cui viene estratto l'alluminio di cui l'Ungheria è uno dei maggiori produttori mondiali. Le miniere più importanti di bauxite si trovano sui monti Vértes e sulla Selva Baconia. Presenti giacimenti di Uranio sui monti Mecsek presso Pécs.
Sono presenti discrete quantità di minerali energetici quali lignite e carbon fossile nel Bacino di Pécs.
Nella zona sud occidentale di Nagylengyel viene estratto il petrolio che tuttavia è insufficiente ai bisogni nazionali. Modesta l'estrazione di gas naturale.
La produzione di energia elettrica avviene per due terzi tramite centrali termoelettriche (principalmente alimentate con carbon fossile), e per un terzo tramite centrali nucleari. Un'importante centrale nucleare si trova a Páks, nella provincia di Tolna.

## Industria
L'industria ungherese impegna circa il 27,1% della forza lavoro (dati 2018) e contribuisce per circa il 31% (dati 2003) alla formazione del PIL.
Tutto il settore industriale ungherese ha subito una notevole trasformazione a partire dalla fine della seconda guerra mondiale. La trasformazione si è indirizzata verso la produzione di base che si è aggiunta alla produzione tradizionali del settore alimentare e tessile. Si sono quindi sviluppate l'industria metallurgica dell'alluminio (di importanza internazionale), la siderurgia, la produzione di cemento, e l'industria meccanica pesante.
L'industria alimentare conserva ancora una notevole importanza. I settori più importanti sono quello della produzione di farina, zucchero e olio. Rinomata è anche l'industria conserviera con la produzione di carni insaccate. Di rilievo anche la produzione della birra e la manifattura di tabacchi.
L'industria tessile ha una presenza storica in Ungheria ed è diffusa nel paese. Le lavorazioni di maggiore pregio sono quelle del cotone e della lana, maggiormente presenti intorno a Budapest. Negli ultimi anni si è sviluppata anche la lavorazione delle fibre tessili artificiali e sintetiche.
L'industria pesante, concentrata soprattutto intorno a Budapest, ma presente anche a Győr e a Miskolc, produce soprattutto trattori, locomotori, autobus, motori diesel e macchine utensili.
In questi ultimi anni, grazie soprattutto a collaborazioni e joint ventures con aziende occidentali, si sono sviluppati dei settori nuovi quali quello chimico, elettronico, elettrotecnico, informatico e delle telecomunicazioni.
In particolare il settore chimico ha conosciuto un notevole sviluppo, diventando un settore di punta dell'economia del paese.  Le produzioni più significative sono quelle dei fertilizzanti azotati, resine, materie plastiche, prodotti farmaceutici e fotochimici. In notevole sviluppo anche l'industria della raffinazione del petrolio che è in grado di provvedere sia alla lavorazione del petrolio estratto in Ungheria che di quello russo proveniente dall'Oleodotto dell'Amicizia. La più importante raffineria si trova a Százhalombatta, a sud ovest di Budapest.
Infine meritano una citazione la produzione di cristalli e di ceramiche artistiche famosi in tutto il mondo.
Con l'apertura delle frontiere dell'est europeo successiva agli eventi politici degli anni '90, il settore del turismo ha conosciuto una notevole espansione.
Molteplici sono le attrattive turistiche ungheresi, una capitale ricca di musei e di bellissimi palazzi, il fascino del paesaggio danubiano pieno di castelli, innumerevoli borghi medioevali, le bellezze del lago Balaton.

### Monumenti
Dal punto di vista artistico l'Ungheria conserva i ricordi delle varie popolazioni che si sono succedute sulla sua terra.
Del periodo della dominazione romana il monumento più importante è una villa pompeiana risalente al I - II secolo d.C. in località Balácapuszta nei pressi di Veszprém sul lago Balaton. Nella villa sono ancora ben conservati il peristilio, affreschi ed i pavimenti a mosaico.
Del periodo successivo delle dominazioni barbariche restano tracce in:
- monili unni e germanici conservati nel Museo nazionale di Budapest;
- cimitero dei Gepidi a Szolnok sul Tibisco;
- reperti degli Avari nel museo di Keszthely.

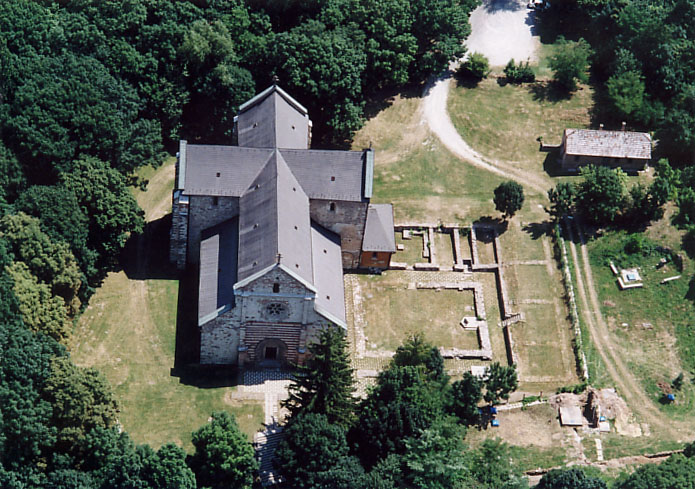
Abbazia di Bélapátfalva

Più consistenti i resti risalenti al periodo successivo all'insediamento degli ungari avvenuto intorno al 900.
- chiesa cistercense di Bélapátfalva del 1232;
- chiesa di Ják del 1256
- cattedrale romanica di Pécs (XII secolo)
- chiesa benedettina di Lébény del 1208.

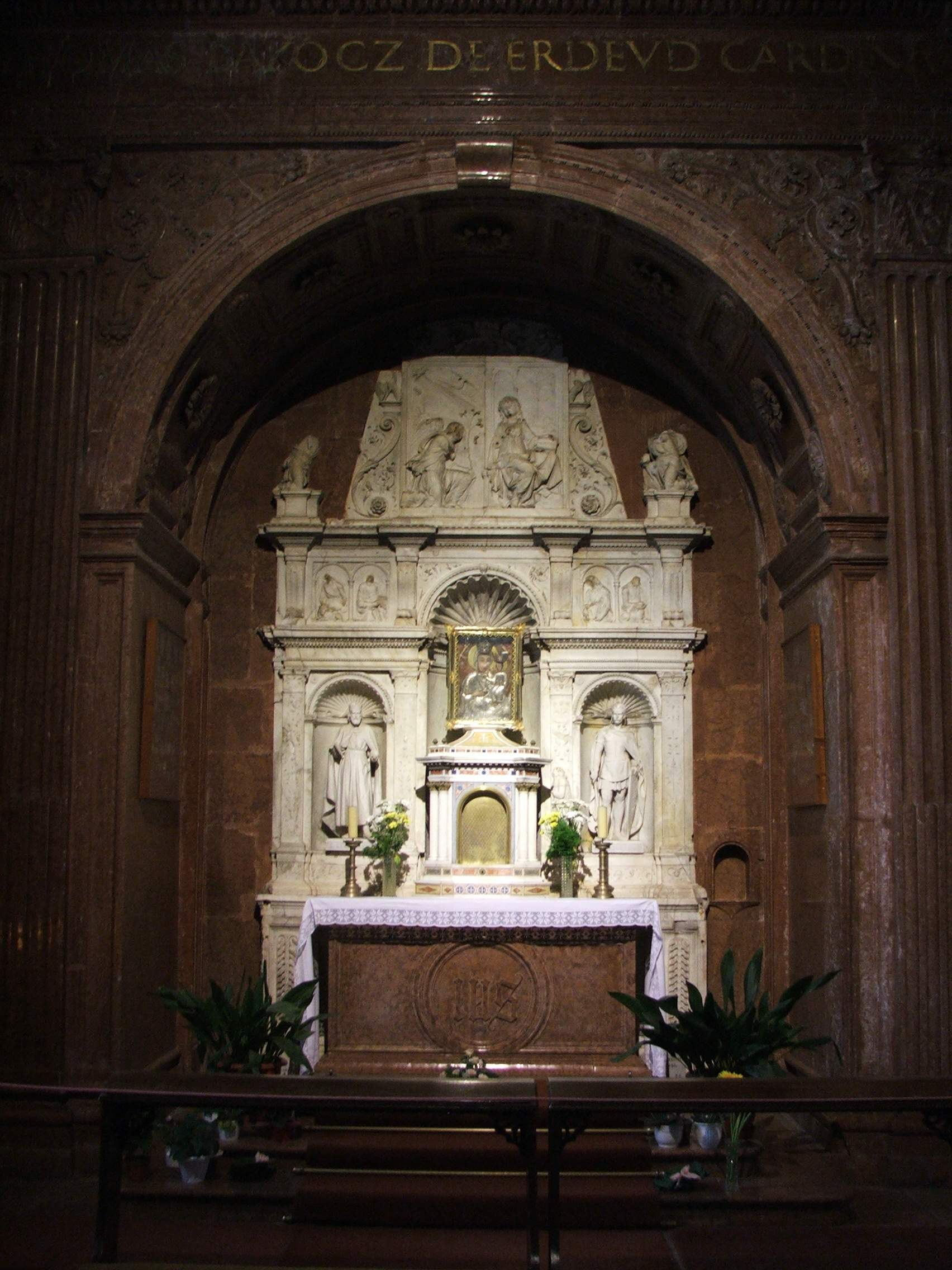
Cappella Bakócz della cattedrale di Esztergom

Del periodo rinascimentale restano scarse tracce a causa delle distruzioni operate dai turchi durante la loro occupazione tra il XV e il XVIII secolo. Fra i pochi monumenti rimasti merita ricordare:
- la fontana ottagonale di Ercole in marmo rosso del palazzo d'estate del Re Mattia Corvino a Visegrád;
- la cappella Bacocz della cattedrale di Esztergom.

Del periodo asburgico, successivo alla dominazione turca, restano importanti costruzioni:
- Chiesa di Sant'Ignazio a Győr;
- Chiesa dei frati cistercensi a Eger;
- Chiesa dell'Università di Pest;
- Cattedrale di Kalocsa;
- Palazzo degli invalidi di Pest;
- Castello Eszterhazy di Fertőd;
- Abbazia benedettina di Pannonhalma

### Bellezze naturali
Il lago Balaton costituisce senza dubbio la maggiore attrattiva naturale dell'Ungheria. Il lago è famoso per il suo clima temperato anche in inverno e sulle sue rive si trovano importanti località termali. Le condizioni climatiche consentono la coltivazione della vite diffusa principalmente sulle colline che sovrastano la riva settentrionale.
Altra località di grande interesse paesaggistico e naturalistico è il parco nazionale della puszta di Hortobágy. È stato creato nel 1973 ed è il primo e il più grande parco nazionale ungherese con una superficie di circa 820 km². Il parco è un sito dell'UNESCO. Si trova nella parte settentrionale della Grande Pianura Ungherese (Alföld).
L'Ansa del Danubio (Dunakanyar) è una zona di villeggiatura a nord di Budapest. Qui il fiume, stretto fra le montagne, svolta verso sud realizzando una grande ansa lungo la quale sorgono numerose città e borghi di epoca medioevale. Le località più famose sono, da nord verso sud, sulla riva destra: Esztergom, Dömös, Visegrád, Szentendre; sulla riva sinistra: Zebegény, Nagymaros, Verőce, Vác, e Vácrátót.
L'Ungheria è ricca di fonti termali. Per questo i Romani prima e i turchi poi costruirono un gran numero di terme alcune delle quali ancora funzionanti e crearono una tradizione che permane tuttora e costituisce una notevole attrazione turistica.
Sul territorio sono presenti oltre mille sorgenti termali distribuite in tutto il paese. Le zone principali sono:
- Hévíz, nei pressi di Keszthely sul lato nord-ovest del Balaton. Il lago di Hévíz è il più grande lago termale del mondo, ed è alimentato da un geyser.
- Bük, vicino a Sopron e Kőszeg.
- Sárvár, nel Transdanubio ai confini con l'Austria,
- Zalakaros, a sud-ovest del lago Balaton,
- Harkány, nel Transdanubio meridionale, al confine con la Croazia. L'acqua termale contiene iodio sulfitico in forma di gas.
- Gyula nella Grande Pianura Meridionale, vicina al confine con la Romania,
- Hajdúszoboszló, nei pressi di Debrecen. Qui le acque termali alla temperatura di 75 °C sorgono dalla profondità di oltre mille metri.
- Miskolctapolca nella zona settentrionale. Le terme si trovano in grotte scavate nel corso di millenni dalle acque stesse.
- Eger che vanta una tradizione termale che risale ai romani. Vi si trova un complesso termale moderno con bagno termale, piscine coperte e scoperte e un centro benessere.
- Egerszalók, vicino a Eger. Qui il ritrovamento dell'acqua termale è recente (1961). L'acqua di questa zona, che esce alla temperatura di circa 65 °C, ha un grande contenuto di calcare e di sale ed è adatta alla cura delle malattie delle ossa, reumatismi e artriti.
- Budapest, nella capitale sono presenti oltre 30 fra bagni termali e bagni turchi con piscine coperte e scoperte e dotati di una grande quantità di servizi per i trattamenti terapeutici.

## Commercio
Attualmente il commercio dell'Ungheria si svolge in misura di circa il 60% con i paesi dell'Unione europea, anche se i paesi dell'ex Comecon mantengono una quota significativa. Il principale partner è la Germania, seguita dalla Russia, dall'Austria, dall'Italia, dalla Repubblica Ceca e dalla Slovacchia.
Prima dell'adesione alla Unione europea avvenuto nel 2004, l'Ungheria aveva dato vita nel 1991, al cosiddetto Gruppo di Visegrád. Una sorta di accordo di libero scambio fra i paesi ex comunisti di Cecoslovacchia (poi scissasi in Repubblica Ceca e Slovacchia), Ungheria e Polonia.
Le esportazioni riguardano prevalentemente prodotti agricoli e industriali: macchinari, veicoli, attrezzature per i trasporti, prodotti chimici tessili e metallurgici, prodotti agricoli, zootecnici e vino. 
Le importazioni riguardano: combustibili, materie prime, macchinari per specifiche industrie, forniture per l'industria dei trasporti, beni di consumo e prodotti chimici.
La bilancia commerciale è in passivo dal 1991. Nel 2003 il valore totale delle esportazioni è stato di 42.309 milioni di $ USA, contro un volume di importazioni di 46.394 milioni di $ USA.

## Trasporti
L'Ungheria, per la sua posizione, riveste un ruolo importante nell'ambito delle comunicazioni fra le nazioni dell'Europa centrale e quelle dell'Europa orientale e meridionale.
La rete dei trasporti nel complesso è ben sviluppata, anche se risente di un certo ritardo tecnologico.
Le autostrade e le linee ferroviarie si diramano a raggiera a partire dalla capitale. La rete stradale, un tempo trascurata, è stata oggetto di potenziamento in questi ultimi anni con la realizzazione di numerose superstrade che collegano Budapest con Vienna, Belgrado e Cracovia. La rete stradale attualmente ha uno sviluppo di circa 30.000 km. La rete ferroviaria si sviluppa per circa 8.000 km e fa capo per lo più a Budapest. 
Al momento non esistono servizi aerei interni al Paese. La compagnia di bandiera Malév (Magyar Légiközlekedési Vállalat), fondata nel 1946, aveva collegamenti per tutte le principali località europee, dell'Africa settentrionale e del Medio Oriente, prima di dichiarare fallimento nel 2012. Recentemente è stato ingrandito l'aeroporto internazionale di Budapest: l'Ferihegy, a 16 km dal centro di Budapest, è l'unico internazionale. Recentemente hanno aperto collegamenti con Budapest diverse compagnie low-cost (fra cui l'ungherese-polacca Wizz Air e la slovacca SkyEurope).
Un ruolo importante ha la navigazione fluviale sulle vie interne. Le principali vie sono il Danubio, il Tibisco e il Balaton. Lo sviluppo di queste vie fluviali supera i 1.300 km.